# Erycibe paniculata
Erycibe paniculata är en vindeväxtart som beskrevs av William Roxburgh. Erycibe paniculata ingår i släktet Erycibe och familjen vindeväxter. Inga underarter finns listade i Catalogue of Life.

## Bildgalleri

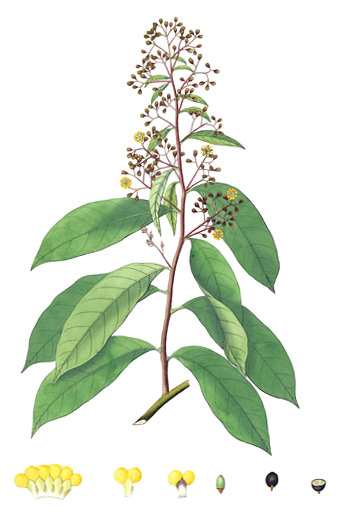
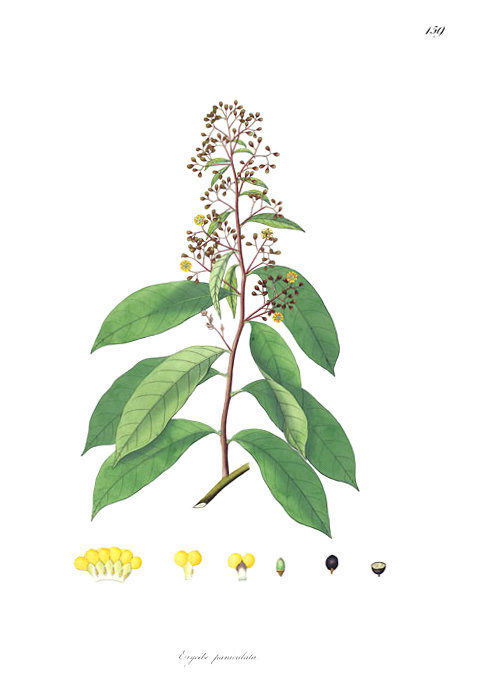